# Elvis has left the building

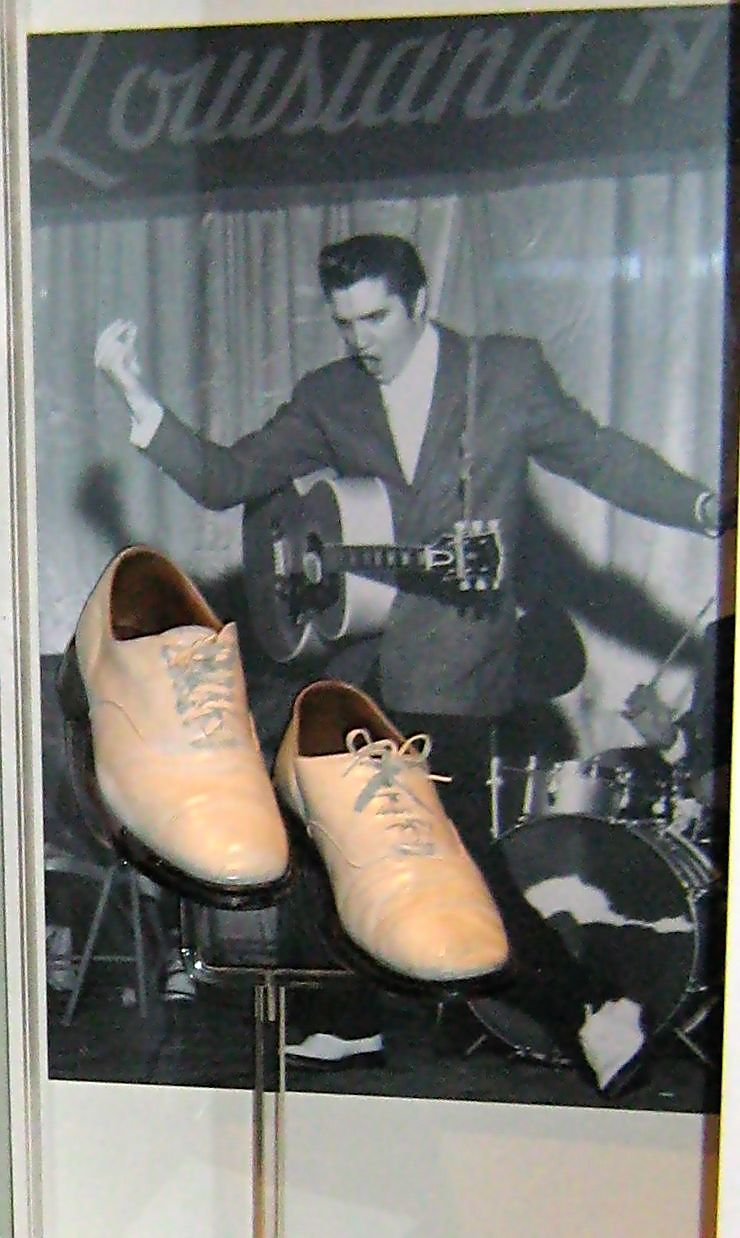
Elvis en Louisiana

"Elvis has left the building!" (en español Elvis ha abandonado el edificio) es una frase que a menudo era usada por los locutores después de los conciertos de Elvis Presley, con el fin de disuadir a la gente que esperaba poder llegar a tener algún tipo de encuentro con él. Desde entonces se ha convertido en una frase recurrente de la cultura pop.

## Origen y popularización
Fue utilizada por primera vez por el promotor Horace Lee Logan el 15 de diciembre de 1956, para solicitar a los asistentes del concierto que no acudieran a la salida de la sala de conciertos para tratar de ver a Elvis mientras salía, y que permanecieran dentro del local para continuar viendo el resto de los actos señalados. La cita completa fue: 

"Please, young people... Elvis has left the building. He has gotten in his car and driven away.... Please take your seats."

"Por favor, jóvenes... Elvis ha dejado el edificio, se ha subido en su coche y se ha marchado... Por favor, tomen asiento."

A lo largo de los años 1970, la frase fue captada en grabación varias veces, recitada por Al Dvorin. En años posteriores, la frase sería dicha por algunos de los coristas de Presley para calmar al público después de los conciertos.
A lo largo del tiempo la frase se ha convertido en un latiguillo común de la cultura popular para hacer referencia a quien ha salido de un lugar en algún sentido. Por ejemplo, suele ser usada cuando alguien hace una salida espectacular, como al final de una discusión, en parte para aliviar la tensión entre los que se quedan. Y también se utiliza para decir a veces que Elvis o alguna otra persona ha muerto. En la sintonía de cierre de la serie Frasier, en antena entre 1993 y 2004, se hace referencia a la frase; concretamente en el último verso, «Frasier has left the building».
- Al final de la película de ficción Independence Day el Capitán Steven Hiller interpretado por Will Smith lo dice al escapar de la nave invasora.
- En Loca Academia de Policía 7, hacen una referencia a esta frase, cuando se disponen a detener a un delincuente y este ya ha escapado, pronunciando el capitán Harries: "Konali ha salido del edificio"; en una habitación donde abundan los retratos de Elvis por las paredes.
- En la película Mira quién habla también, luego de una acalorada discusión, James, interpretado por John Travolta, mientras abandona el lugar le grita a su pareja Mollie, ¡Elvis se va del edificio!.
- Variantes de esta frase también han estado en los videojuegos. Por ejemplo, en una misión de Grand Theft Auto: Liberty City Stories llamada Dead Reckoning, después de matar al capo de una mafia rival llamado Paulie Sindacco, el protagonista Toni Cipriani se burla de él utilizando la famosa frase, diciendo "Ladies and gentlemen, Paulie Sindacco has left the building!" (en español: "Americanos, Paulie Sindacco ha muerto.")